# شار لا بومب (مترو باريس)
شار لا بومب (بالفرنسية: Rue de la Pompe)‏ هي محطة مترو تابعة لمترو باريس تقع في فرنسا في الدائرة السادسة عشرة في باريس.[بحاجة لمصدر]